# Theonina kratochvili
Theonina kratochvili là một loài nhện trong họ Linyphiidae.
Loài này thuộc chi Theonina. Theonina kratochvili được miêu tả năm 1979 bởi František Miller & Weiss.